# Ballum Sogn
Ballum Sogn ist eine Kirchspielsgemeinde (dän. Sogn) in Nordschleswig, Dänemark. Sie liegt nordwestlich der Stadt Tønder (dt. Tondern) unmittelbar an der Küste der Nordsee gegenüber der Insel Rømø (dt. Röm). Ab 1970 gehörte sie zur Kommune Bredebro und wurde 2007 ein Teil der Großkommune Tønder.

## Gemeindegebiet

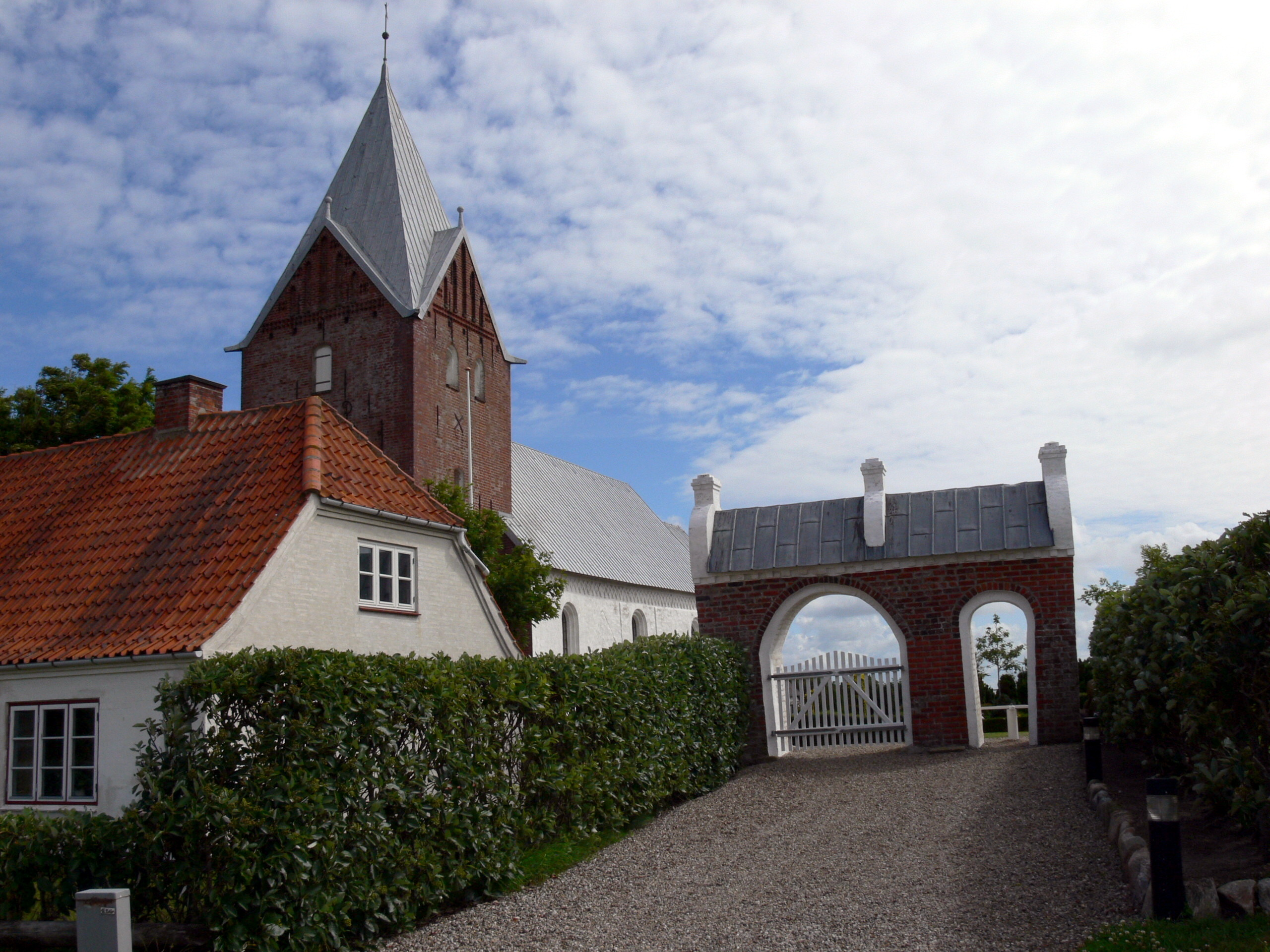
Ballum – Kirchturm und Friedhofstor

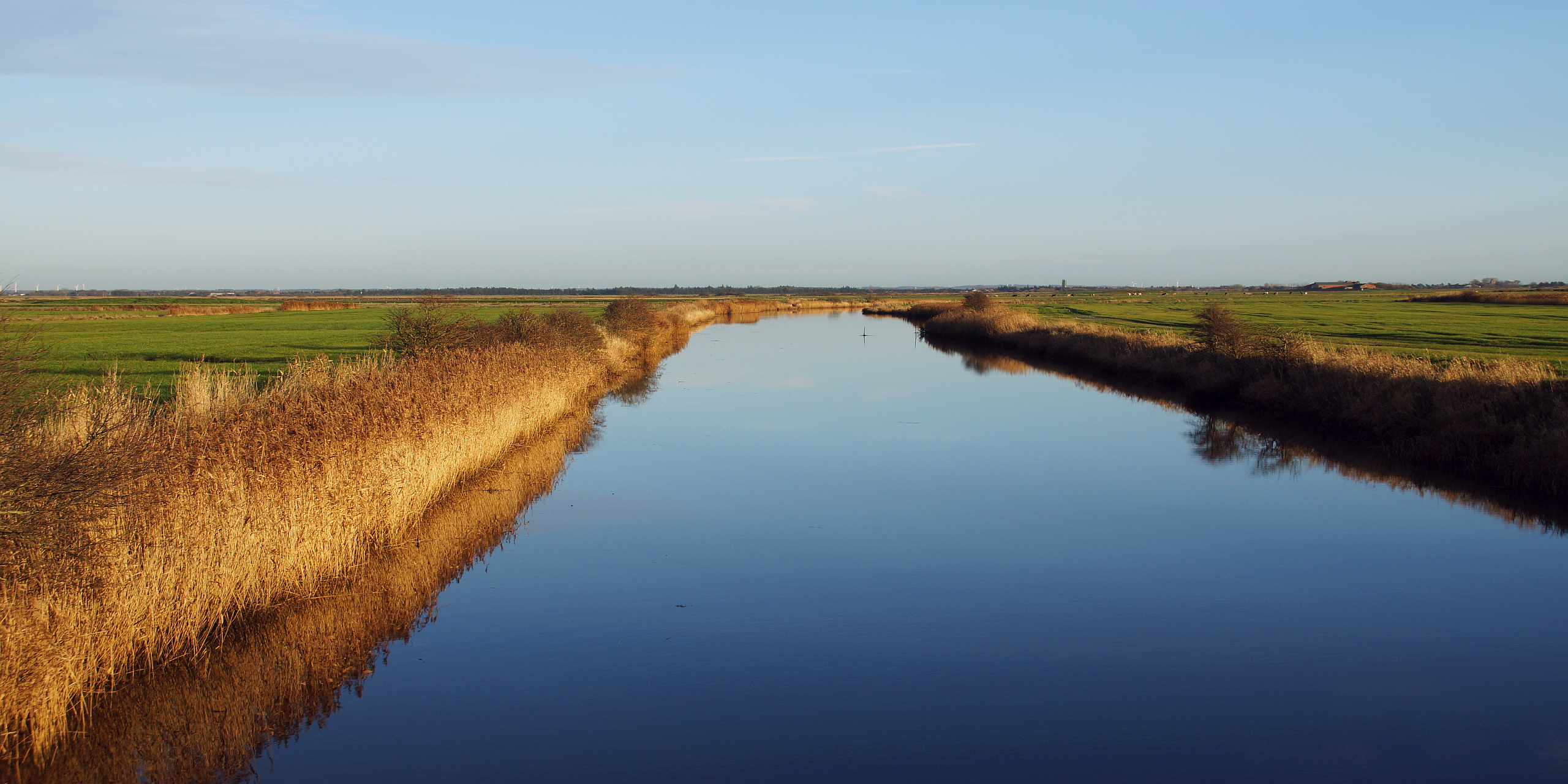
Brede Å in der Breder Au vor der Ballumer Schleuse zur Regulierung in die Nordsee

Das Kirchspiel Ballum umfasst knapp 52 km² Landfläche. Es erstreckt sich circa 18 km in Nord-Süd-Ausrichtung entlang der Küste der Nordsee, während es in Ost-West-Richtung nirgends breiter ist als sechs Kilometer. Der größte Teil des Areals besteht aus einem kleinen Geestrücken, der allerdings selten höher ist als zwölf Meter. Das übrige Land ist sehr flach und besteht teilweise aus Marschland. Während der Höhenzug, auf dem auch der Hauptteil des Kirchdorfs liegt, den südlichen Teil der Gemeinde gegen das Meer abschottet, ist der tiefergelegene nördliche Teil vollständig eingedeicht. Die Regulierung der hier in die Nordsee mündenden Brede Å (dt. Breder Au), einer der größten Wasserläufe in Nordschleswig, erfolgt über die Ballumer Schleuse.

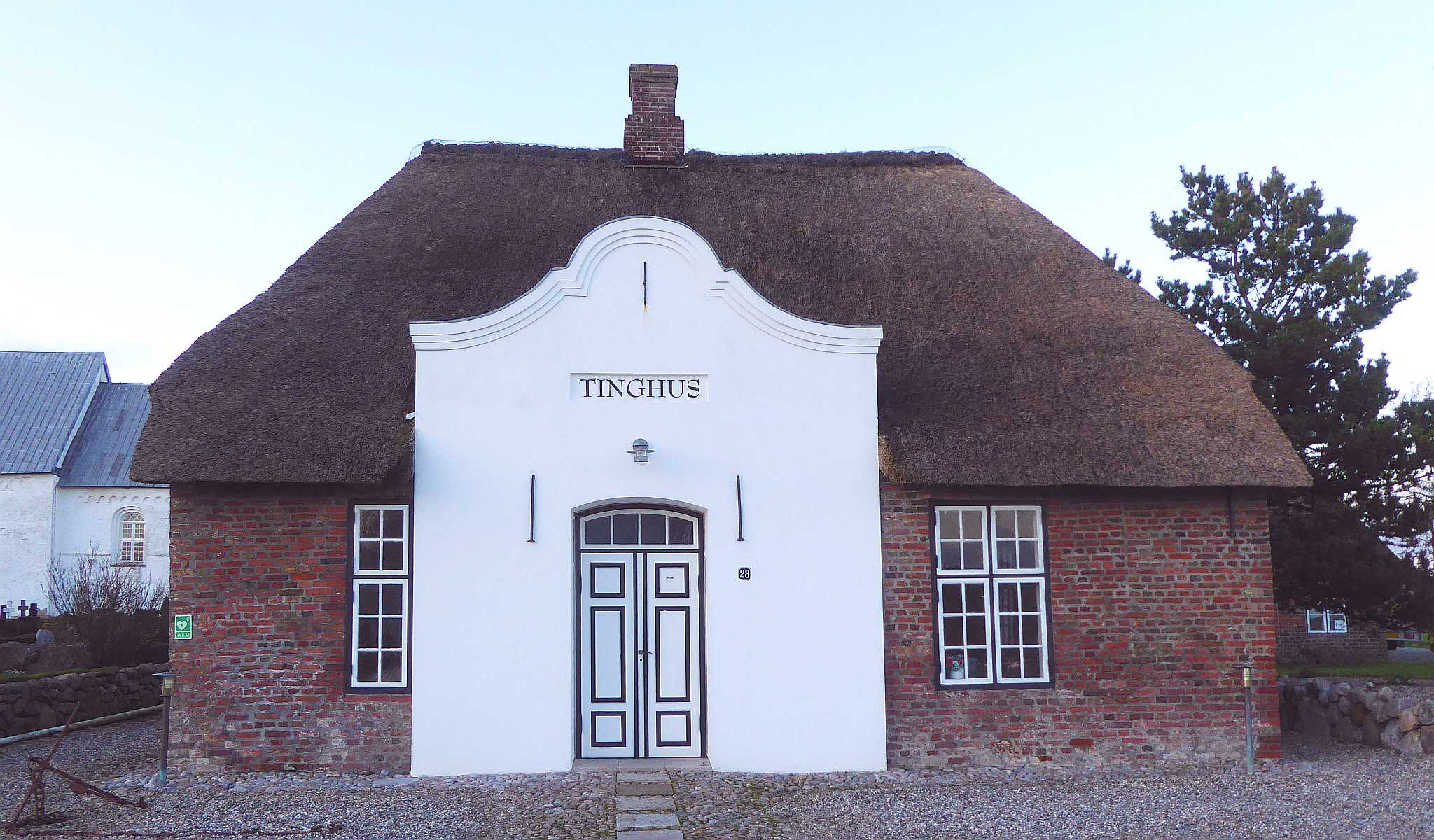
Tinghuset in Ballum Sogn, Kommune Tønder (2020)

Die Gemeinde ist recht dünn besiedelt und hat 461 Einwohner, von denen 295 im Ort selbst wohnen (Stand 1. Januar 2023). Drei Siedlungsschwerpunkte lassen sich ausmachen, die in der Zeit von 1867 bis 1880 sogar eigenständige Landgemeinden waren, dann aber wieder zu einer einheitlichen Kirchspielsgemeinde zusammengefasst wurden, welche bis 1970 bestand.
- Ballum, unterteilt in Osterende (so auch seinerzeit der Name der Landgemeinde) und Westerende, wobei das Westerende gleichzeitig das alte Kirchdorf ist. Im Norden liegen die Ballumer Schleuse und das fast unbewohnte weite Marschland.
- Husum, mit Bådsbøl (dt. Bosbüll), Husum und Harknag, die heute zu einem Straßendorf in Ost-West-Richtung zusammengewachsen sind.
- Reisby, mit Buntje, Nörrehus und Reisby, die in Nord-Süd-Richtung zu einem Straßendorf zusammengewachsen sind. Meist wird der Gemeindeteil Reisby-Ballum genannt, da es 20 km weiter nördlich eine Kirchspielsgemeinde Rejsby gibt.

## Geschichte
Ursprünglich war Ballum der nördlichste Teil der alten Harde Hoyer. Anfang des 13. Jahrhunderts errichtete der Bischof von Ribe (dt. Ripen) im Nordosten des Kirchspiels den Haupthof Brink, der eine der wichtigsten Bischofsburgen und bald auch Zentrum für ein großes Areal in bischöflichem Besitz wurde. Ballum wurde von der Harde gelöst und bildete fortan ein eigenes Birk. Da der Ripener Bischof dänischer Reichsprälat war, zählte das Gebiet zum Königreich Dänemark und nicht wie das Umland zum Herzogtum Schleswig.
Nach der Reformation behielt Ballum seinen Status als selbständiges Birk bei und gehörte zum Stiftsamt Ripen. Es war neben Amrum und den Kirchspielen der Stadt Ribe das einzige Kirchspiel südlich der Kongeå (dt. Königsau), das komplett zum Königreich gehörte, während alle anderen Besitzungen des Königreichs in zu kleineren oder größeren Teilen schleswigschen Gemeinden lagen. 1634 zerstörte die Burchardiflut einen Teil des Kirchspiels. 1661 kam Ballum wie der größte Teil der dänischen Enklaven in Westschleswig an die neu errichtete Grafschaft Schackenburg.
1807 wurde die Grafschaft als Rechtsbezirk aufgegeben, doch blieb das Birk Ballum zunächst bestehen. Drei Jahre später wurde es mit dem Birk Møgeltønder (dt. Mögeltondern) vereinigt, 1844 mit den übrigen Enklaven des Königreichs in diesem Gebiet auch mit der Loharde.
Mit der Eroberung des Herzogtums Schleswig und dem anschließenden Gebietsaustausch zwischen dem nun preußischen Herzogtum Schleswig und dem Königreich Dänemark kam Ballum erstmals in den deutschen Staatsverband. 1867 kam es zum neu geschaffenen Kreis Tondern. Die Bevölkerung blieb jedoch dänischsprachig. Bei der Volksabstimmung über die staatliche Zugehörigkeit am 10. Februar 1920 stimmten 708 Einwohner für Dänemark und nur 30 für Deutschland. Danach bildete Ballum bis 1970 eine Kirchspielsgemeinde im Amt Tondern.

## Sehenswürdigkeiten
Sehenswert ist vor allem die herbe Schönheit der Natur, die unmittelbar den Gewalten des Meeres ausgesetzt ist. Die Ballumer Schleuse wurde in den Jahren während des Ersten Weltkriegs gebaut und ist ein interessantes technisches Denkmal, wie auch die Reihe von Pumpmühlen beim Alten Küstenmuseum nördlich der Brede Å. Die Nikolaikirche von Ballum ist ein sehr schön erhaltenes romanisches Bauwerk, bestehend aus Schiff, Chor und Apsis, sowie aus einem Turm aus gotischer Zeit, der mit der für Nordwestschleswig typischen Törninglehn-Spitze versehen ist. Bemerkenswert sind romanische Kalkmalereien der Apostel in der Apsis, eine reich skulptierte Kanzel (1600) und ein ebenfalls mit Reliefs geschmückter romanischer Taufstein. Die Kirche hat noch ein Bleidach und besteht zu einem großen Teil aus rheinischem Tuff. Ferner befinden sich zahlreiche sehenswerte Bauernhäuser und Katen in der Gemeinde, namentlich im noch recht geschlossen erhaltenen Kirchdorf.

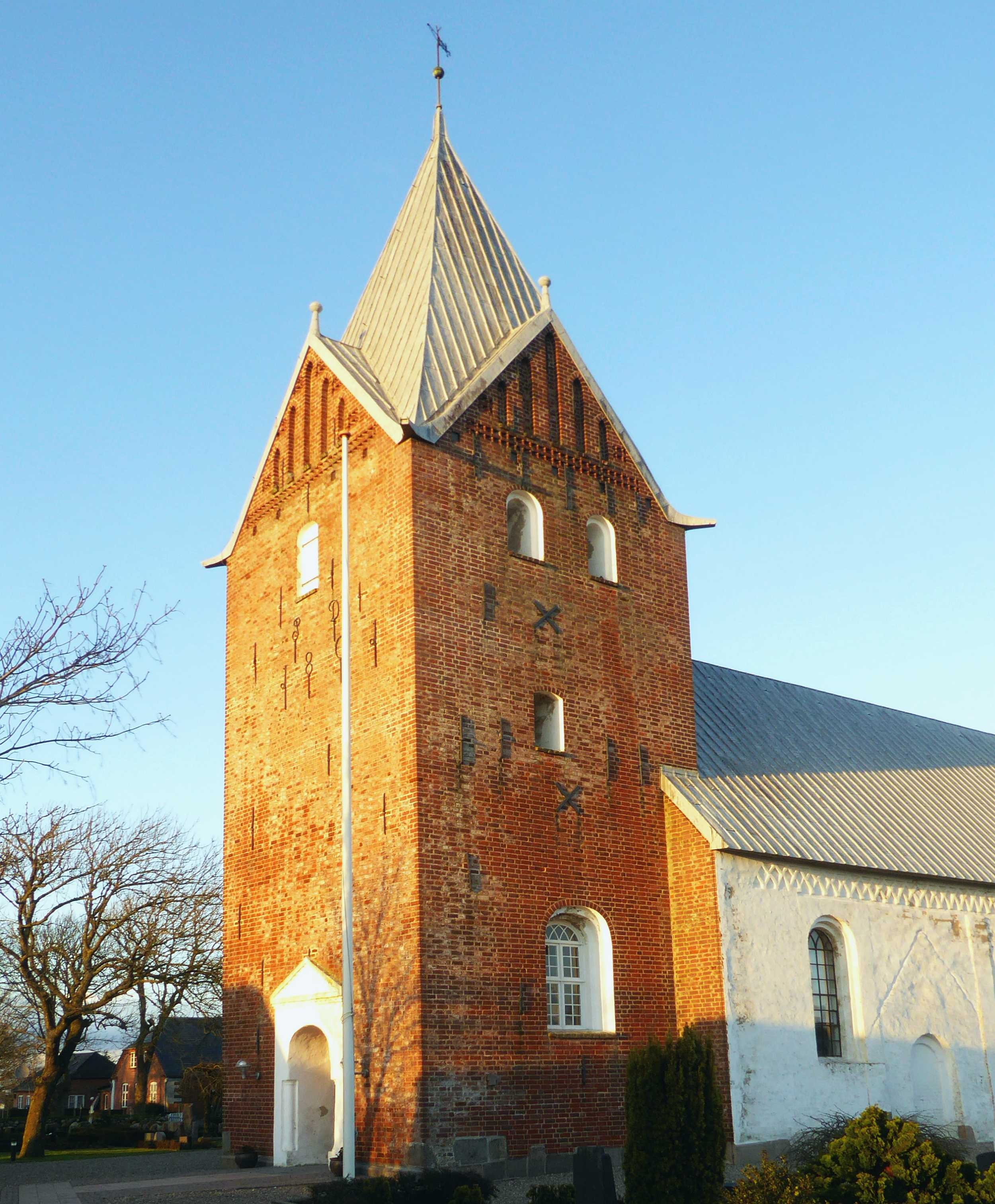
Unverdeckter Kirchturm (H = 31 m) der St. Nikolaus-Kirche in Ballum Sogn (2020)
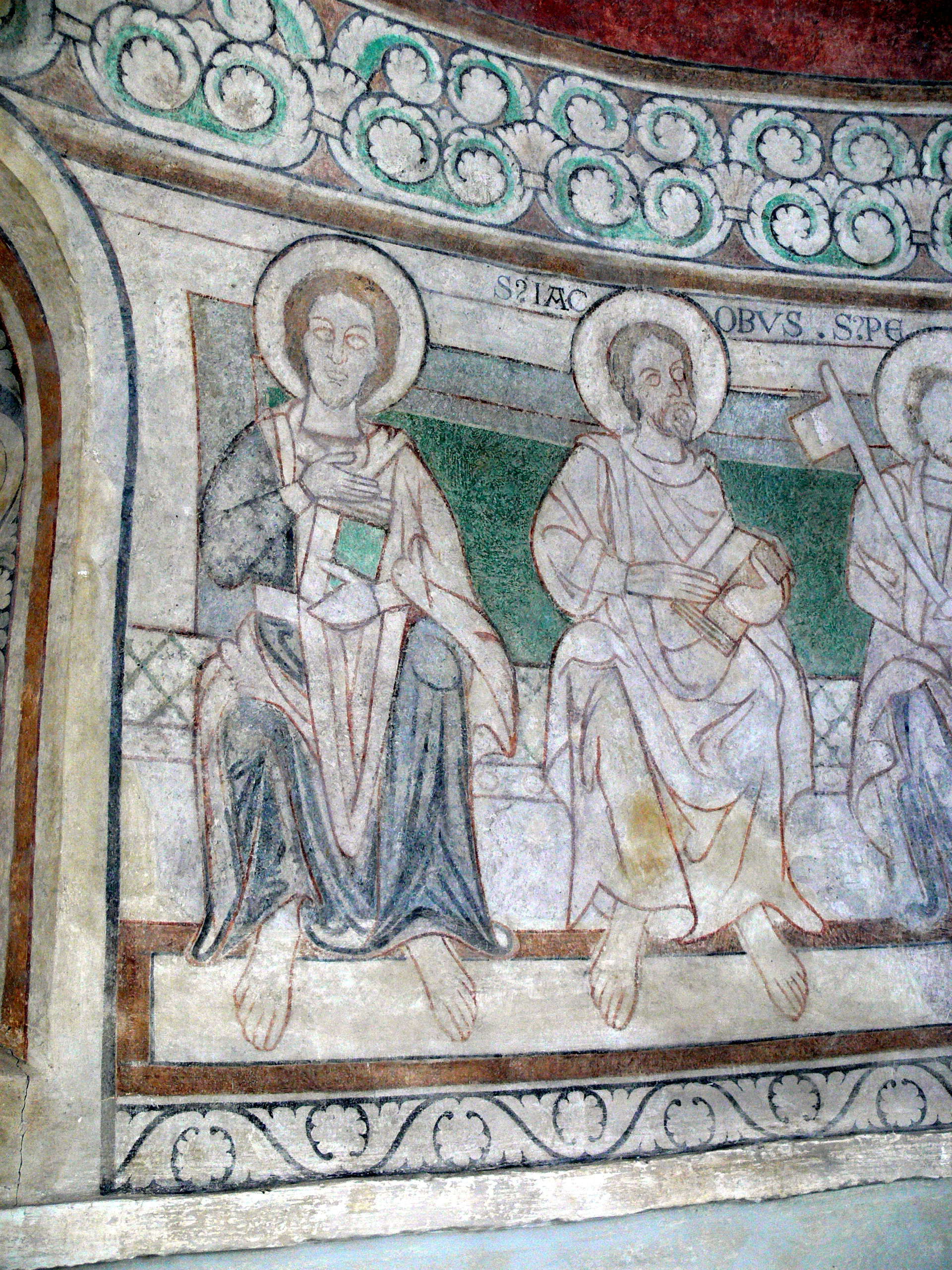
Apostelfresken (12. Jahrhundert) in der Nikolai-Kirche
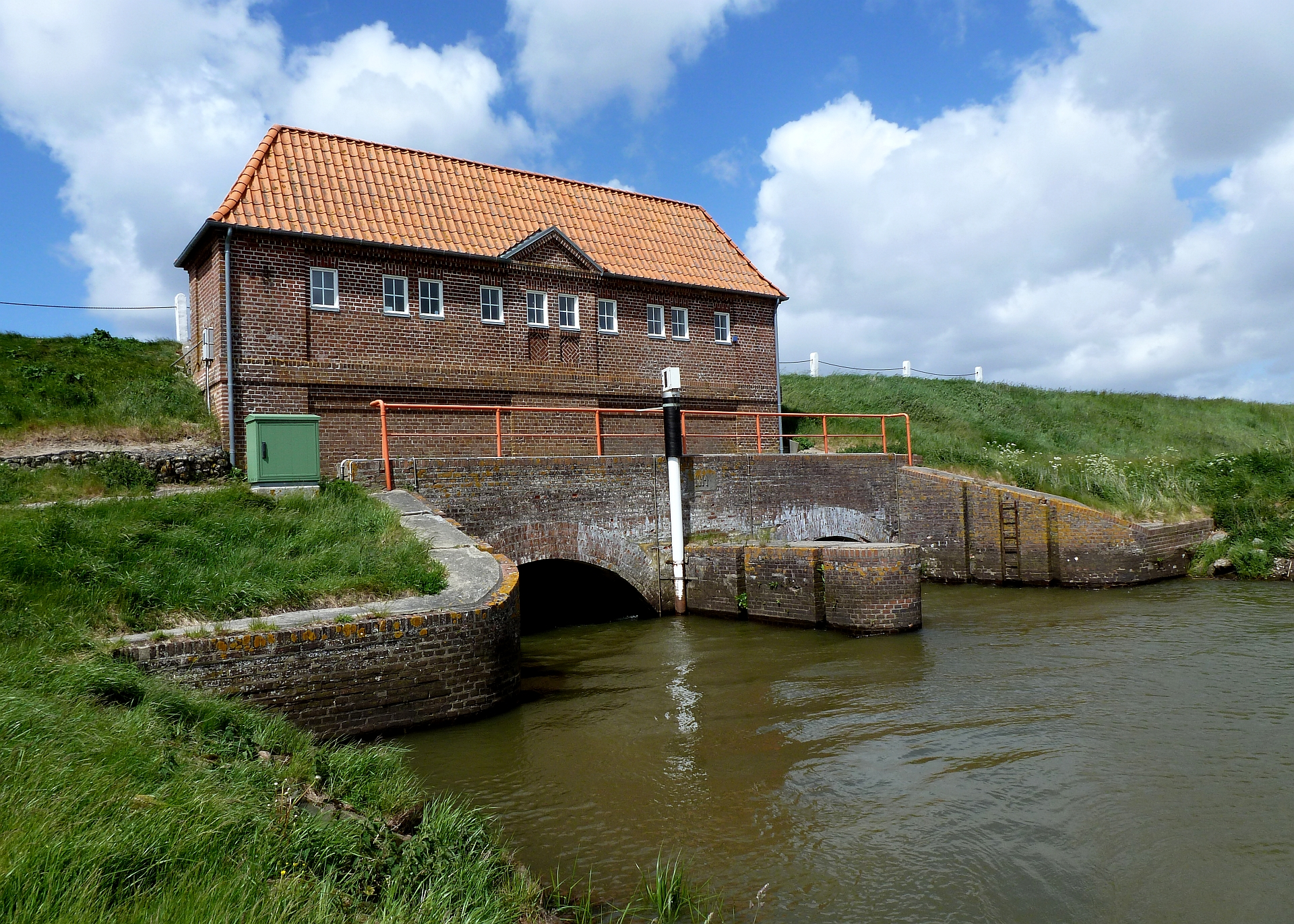
Schleusenhaus an der Brede Å
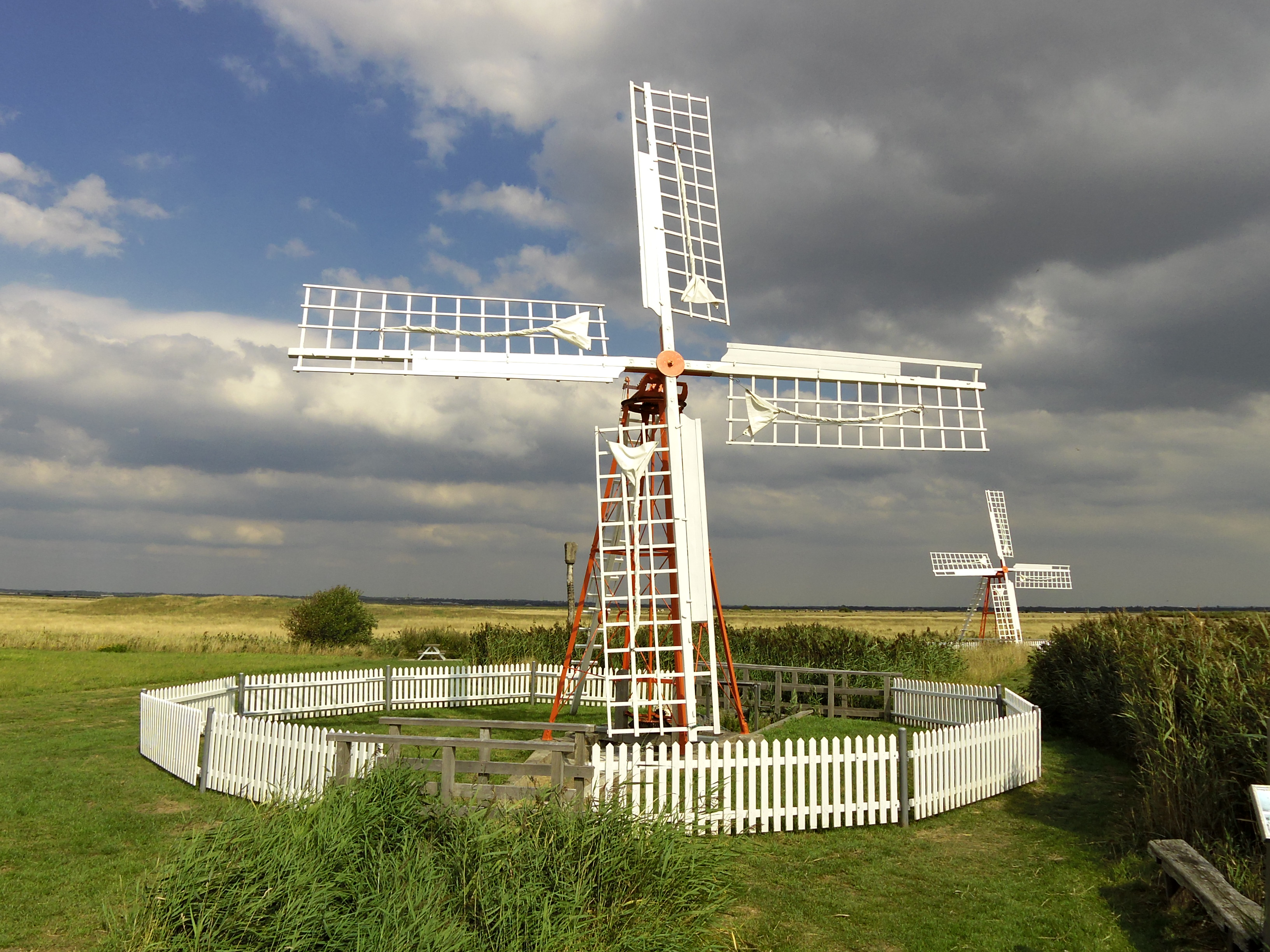
Pumpmühlen beim Alten Küstenmuseum
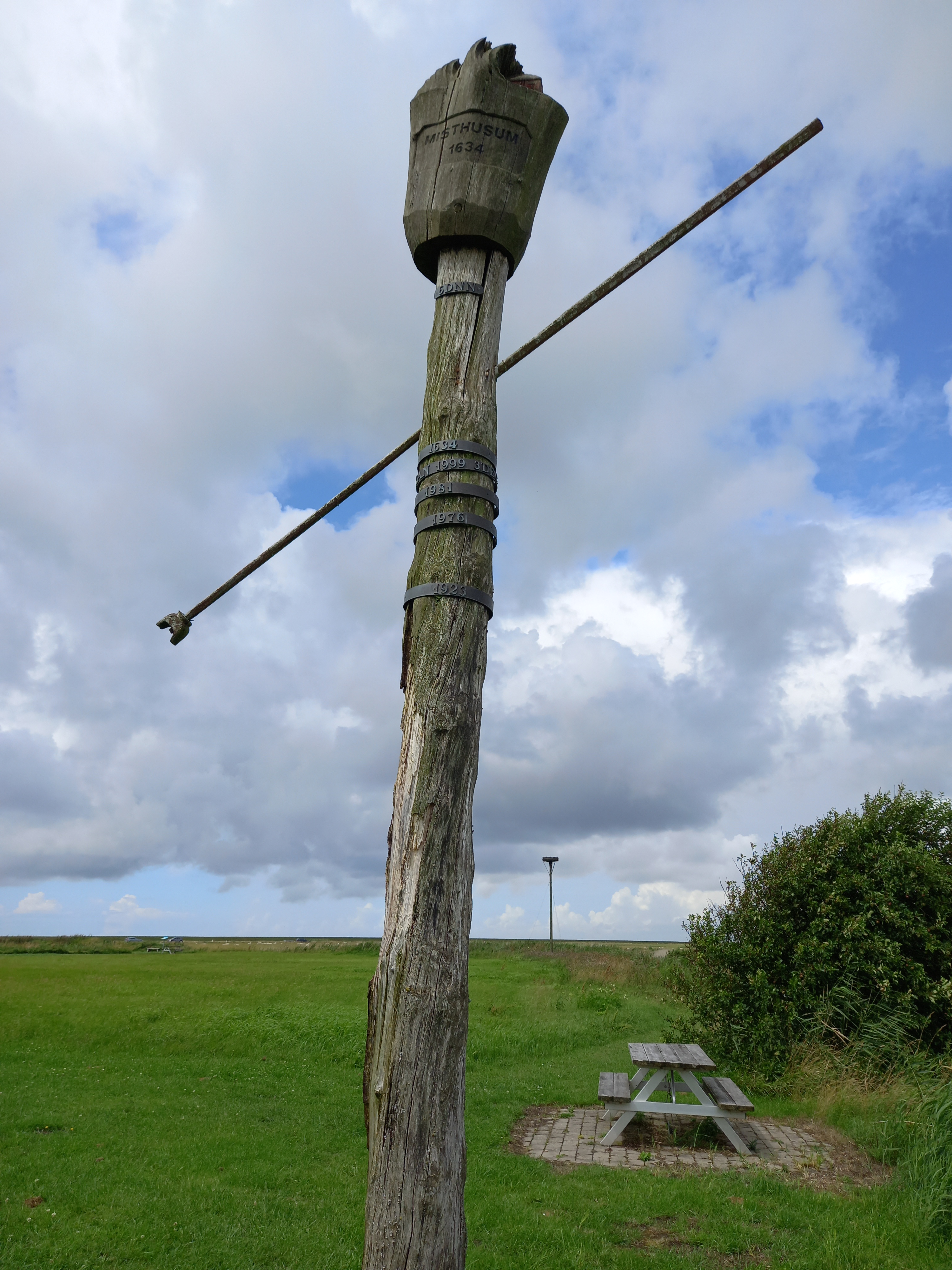
Sturmflutsäule beim Alten Küstenmuseum

## Verkehr
Ballum liegt recht abgelegen, doch ist die teilweise auf dem Deich verlaufende Hauptstraße eine wichtige lokale Nord-Süd-Verbindung vom Damm nach Rømø in Richtung Højer Sogn und Tønder.